# Szigethalom
Szigethalom est une ville et une commune du comitat de Pest en Hongrie.

## Jumelages
- Jaworzno (Pologne)